# Liste der Nummer-eins-Hits in den Niederlanden (1989)
Diese Liste enthält alle Nummer-eins-Hits in den Niederlanden im Jahr 1989. Es gab in diesem Jahr 17 Nummer-eins-Singles und ab dem 18. Februar 14 Nummer-eins-Alben.
| Singles | Alben |
| --- | --- |
| - Michael Jackson – Smooth Criminal - 1 Woche (24. Dezember 1988 – 6. Januar 1989) - Robin Beck – First Time - 1 Woche (7. Januar – 13. Januar) - Gloria Estefan & Miami Sound Machine – Can't Stay Away from You - 2 Wochen (14. Januar – 27. Januar) - Tina Turner & David Bowie – Tonight - 4 Wochen (28. Januar – 24. Februar) - Neneh Cherry – Buffalo Stance - 2 Wochen (25. Februar – 10. März) - Simple Minds – Belfast Child - 2 Wochen (11. März – 24. März) - René Froger – Alles kan een mens gelukkig maken - 3 Wochen (25. März – 14. April) - Bangles – Eternal Flame - 7 Wochen (15. April – 2. Juni) - De La Soul – Me, Myself and I - 2 Wochen (3. Juni – 16. Juni) - Gerard Joling – No More Boleros - 6 Wochen (17. Juni – 28. Juli) - Soul II Soul – Back to Life (However Do You Want Me) - 2 Wochen (29. Juli – 11. August) - Margaret Singana – We Are Growing (Shaka Zulu) - 4 Wochen (12. August – 8. September) - Jive Bunny & the Mastermixers – Swing the Mood - 1 Woche (9. September – 15. September) - Lil’ Louis – French Kiss - 2 Wochen (16. September – 29. September) - Kaoma – Lambada - 3 Wochen (30. September – 20. Oktober) - Milli Vanilli – Girl I’m Gonna Miss You - 5 Wochen (21. Oktober – 24. November) - David A. Stewart & Candy Dulfer – Lily Was Here - 5 Wochen (25. November 1989 – 5. Januar 1990) | Bis zum 17. Februar wurden keine Hitparaden aufgestellt. - Roy Orbison – Mystery Girl - 1 Woche (18. Februar – 24. Februar) - Gloria Estefan & Miami Sound Machine – Anything for You - 6 Wochen (25. Februar – 7. April) - Madonna – Like a Prayer - 4 Wochen (8. April – 5. Mai) - The Star Inc. – Synthesizer Greatest - 2 Wochen (6. Mai – 19. Mai) - Simple Minds – Street Fighting Years - 6 Wochen (20. Mai – 30. Juni) - Queen – The Miracle - 2 Wochen (1. Juli – 14. Juli) - Prince – Batman - 1 Woche (15. Juli – 21. Juli) - Loïs Lane – Loïs Lane - 1 Woche (22. Juli – 28. Juli) - Gerard Joling – No More Boleros - 1 Woche (29. Juli – 4. August) - Gloria Estefan – Cuts Both Ways - 4 Wochen (5. August – 1. September) - The Star Inc. – Synthesizer Greatest, Volume 2 - 7 Wochen (2. September – 20. Oktober) - BZN (Band Zonder Naam) – Crystal Gazer - 4 Wochen (21. Oktober – 17. November) - Milli Vanilli – All or Nothing (The U.S. Remix Album) - 4 Wochen (18. November – 15. Dezember) - Phil Collins – ... But Seriously - 6 Wochen (16. Dezember 1989 – 26. Januar 1990, insgesamt 8 Wochen; → 1990) |

## Kinderen voor Kinderen
"Kinderen voor Kinderen" ist ein Kinderchor des niederländischen Rundfunksenders VARA, der seit 1980 jedes Jahr ein Album mit neuen Kinderliedern herausbringt. Diese Alben haben den Titel "Kinderen voor Kinderen", gefolgt von der Nummer des Albums.
Gegen Ende 1990 war die Folge 10 zwei Wochen lang vom 9. bis zum 22. Dezember Spitzenreiter der Album-Charts.
Dieses Album wird in der obigen Bestenliste nicht aufgeführt.